# Broom (South Yorkshire)
Broom – wieś w Anglii, w hrabstwie ceremonialnym South Yorkshire, w dystrykcie metropolitalnym Rotherham. Leży 10 km na północny wschód od miasta Sheffield i 228 km na północ od Londynu. Miejscowość liczy 900 mieszkańców.